# Larmor-Plage
 Larmor-Plage  (en bretón An Arvor) es una población y comuna francesa, situada en la región de Bretaña, departamento de Morbihan, en el distrito de Lorient y cantón de Ploemeur.
Se creó en 1925 a partir de Ploemeur.

## Demografía
| ...                       | ... | ... | ... | ... | ... | ... | ... | ... | ... | ... | ... | ... | ... | ... | ... | ... | ... | ... | ... | ... | ... | 1 670 | 1 729 | 1 872 | 2 074 | 3 760 | 5 077 | 5 877 | 5 389 | 6 373 | 8 078 | 8 470 | 8 415 |
| (Fuente: INSEE y Cassini) |     |     |     |     |     |     |     |     |     |     |     |     |     |     |     |     |     |     |     |     |     |       |       |       |       |       |       |       |       |       |       |       |       |